# スタジオダブ
有限会社スタジオダブは、日本のアニメ制作会社。バンダイナムコピクチャーズ傘下で『BNPいわきスタジオ』（ビーエヌピーいわきスタジオ）として運営されており、作画作業の請負を主な事業内容としている。

## 概要
代表の八幡正は、手塚治虫に憧れて電機メーカー勤務からアニメーターへと転職し、虫プロダクションへ入社した。1972年に同社が倒産した際、OBが新たに設立したサンライズスタジオ（現：バンダイナムコフィルムワークス・サンライズ）へと参加した。
その後、八幡は多忙な日々を送る中で体調を崩し、福島県のいわき市にて静養生活を送ることとなった。その静養生活の中でも八幡の元には仕事が舞い込み、その手伝いの為に仕事仲間も周辺に集まってきた。そこで1983年、「スタジオダブ」を設立。以降スタジオダブは長らく作画部門が存在しなかったサンライズ制作作品における作画拠点の一翼を担うようになった。現在でもサンライズやその分社であるバンダイナムコピクチャーズとは関わりが深く、サンライズ以外では東映アニメーションや過去にはXEBECへの参加が多かった。
東京スタジオの他、大韓民国（ソウルダブ）、中国（上海ダブ）、ベトナム（スタジオダブサイゴン）に拠点を築き、海外での人材の育成は日本からスタッフを派遣して行っているという。1999年、「有限会社アーク・クリエイション」を設立し、デジタル仕上げ（彩色）業務へ進出。仕上作業のデジタル化を足掛かりにペンタブレットによるデジタル作画を導入して作画作業を行っている。
2019年3月1日、有限会社スタジオダブを「有限会社ダブ」に、有限会社アーク・クリエイションを「有限会社スタジオダブ」にそれぞれ商号変更した。
同年10月、長年の最大の取引先だったサンライズの子会社、バンダイナムコピクチャーズに経営権を譲渡。同社の傘下になり、ブランド名をBNPいわきスタジオに変更。しかし、吸収合併などはされず、法人名や海外のスタジオは引き継ぎ「ダブ」のブランドを使用している。また、東映アニメーション作品にも引き続き関与している。

## 主な参加作品

### テレビアニメ
- 太陽の牙ダグラム（1981年 - 1983年）
- 戦闘メカ ザブングル （1982年 - 1983年）
- 装甲騎兵ボトムズ（1983年 - 1984年）
- 超攻速ガルビオン（1984年）
- 星銃士ビスマルク（1984年）
- 重戦機エルガイム（1984年 - 1985年）
- 機動戦士Ζガンダム（1985年 - 1986年）
- ダーティペア（1985年）
- 忍者戦士飛影（1985年 - 1986年）
- 蒼き流星SPTレイズナー（1985年 - 1986年）
- 機動戦士ガンダムΖΖ（1986年 - 1987年）
- 機甲戦記ドラグナー（1987年 - 1988年）
- シティーハンター（1987年 - 1988年）
- きまぐれオレンジ☆ロード（1987年 - 1988年）
- トランスフォーマー ザ☆ヘッドマスターズ（1987年 - 1988年）
- ミスター味っ子（1987年 - 1988年）
- シティーハンター2（1988年 - 1989年）
- 鎧伝サムライトルーパー（1988年 - 1989年）
- トランスフォーマー 超神マスターフォース（1988年 - 1989年）
- 戦え!超ロボット生命体 トランスフォーマーV（1989年）
- 機動警察パトレイバー（1989年 - 1990年）
- 勇者エクスカイザー（1990年）
- もーれつア太郎（1990年）
- きんぎょ注意報!（1991年 - 1992年）
- 新世紀GPXサイバーフォーミュラ（1991年）
- 絶対無敵ライジンオー（1991年 - 1992年）
- 機甲警察メタルジャック（1991年）
- 太陽の勇者ファイバード（1991年）
- ママは小学4年生（1992年）
- 元気爆発ガンバルガー（1992年 - 1993年）
- 熱血最強ゴウザウラー（1993年 - 1994年）
- 機動戦士Vガンダム（1993年 - 1994年）
- 勇者警察ジェイデッカー(1994年）
- 機動武闘伝Gガンダム（1994年 - 1995年）
- ブルーシード（1994年 - 1995年）
- 覇王大系リューナイト（1994年 - 1995年）
- 黄金勇者ゴルドラン（1995年）
- 新機動戦記ガンダムW（1995年 - 1996年）
- 機動新世紀ガンダムX（1996年）
- 勇者指令ダグオン（1996年）
- 名探偵コナン（1996年 - ）
- こちら葛飾区亀有公園前派出所（1996年 - 2004年）
- 超者ライディーン（1996年 - 1997年）
- 勇者王ガオガイガー（1997年 - 1998年）
- 超魔神英雄伝ワタル（1997年 - 1998年）
- 剣風伝奇ベルセルク（1997年 - 1998年）
- ブレンパワード （1998年 - 1999年）
- カウボーイビバップ（1998年）
- 銀河漂流バイファム13（1998年）
- SHADOW SKILL -影技-（1998年）
- ポポロクロイス物語（1998年 - 1999年）
- 快傑蒸気探偵団 TV ANIMATION SERIES（1998年 - 1999年）
- 超速スピナー（1998年 - 1999年）
- 星界の紋章（1999年）
- 地球防衛企業ダイガード（1999年 - 2000年）
- 神風怪盗ジャンヌ （1999年-2000年）
- 星方天使エンジェルリンクス（1999年）
- ∀ガンダム（1999年 - 2000年）
- ゾイド -ZOIDS-（1999年 - 2000年）
- セラフィムコール（1999年）
- トランスフォーマー カーロボット（2000年）
- 星界の戦旗（2000年）
- 遊☆戯☆王デュエルモンスターズ（2000年 - 2004年）
- アルジェントソーマ（2000年 - 2001年）
- GEAR戦士電童（2000年 - 2001年）
- 犬夜叉（2000年 - 2004年）
- ゾイド新世紀スラッシュゼロ（2001年）
- シャーマンキング（2001年 - 2002年）
- 星界の戦旗II（2001年）
- 激闘!クラッシュギアTURBO（2001年 - 2003年）
- ロックマンエグゼ（2002年 - 2003年）
- 機動戦士ガンダムSEED（2002年 - 2003年）
- 出撃!マシンロボレスキュー（2003年 - 2004年）
- クラッシュギアNitro（2003年 - 2004年）
- 宇宙のステルヴィア（2003年）
- ロックマンエグゼAXESS（2003年 - 2004年）
- 絢爛舞踏祭 ザ・マーズ・デイブレイク（2004年）
- 蒼穹のファフナー（2004年）
- 陰陽大戦記（2004年 - 2005年）
- ロックマンエグゼStream（2004年 - 2005年）
- 機動戦士ガンダムSEED DESTINY（2004年 - 2005年）
- 焼きたて!!ジャぱん（2004年 - 2006年）
- 魔法先生ネギま!（2005年）
- エレメンタル ジェレイド（2005年）
- ロックマンエグゼBEAST（2005年 - 2006年）
- CLUSTER EDGE（2005年 - 2006年）
- ガイキング LEGEND OF DAIKU-MARYU（2005年 - 2006年）
- 銀魂（2006年 - 2010年）
- ロックマンエグゼBEAST+（2006年）
- ザ・サード 〜蒼い瞳の少女〜（2006年）
- コードギアス 反逆のルルーシュ（2006年 - 2007年）
- 流星のロックマン（2006年 - 2007年）
- 祝!(ハピ☆ラキ)ビックリマン（2006年 - 2008年）
- 結界師（2006年 - 2008年）
- 古代王者 恐竜キング Dキッズ・アドベンチャー（2007年 - 2008年）
- ヒロイック・エイジ（2007年）
- 流星のロックマン トライブ（2007年 - 2008年）
- はたらキッズ マイハム組（2007年 - 2008年）
- 古代王者 恐竜キング Dキッズ・アドベンチャー 翼竜伝説（2008年）
- Mnemosyne-ムネモシュネの娘たち-（2008年）
- バトルスピリッツ 少年突破バシン（2008年-2009年）
- テイルズ オブ ジ アビス（2008年 - 2009年）
- ねぎぼうずのあさたろう（2008年 - 2009年）
- PandoraHearts（2009年）
- 東京マグニチュード8.0（2009年）
- バトルスピリッツ 少年激覇ダン（2009年 - 2010年）
- 犬夜叉 完結編（2009年 - 2010年）
- 怪談レストラン（2009年 - 2010年）
- 空中ブランコ（2009年）
- SDガンダム三国伝 BraveBattleWarriors（2010年 - 2011年）
- デジモンクロスウォーズ（2010年 - 2011年）
- カードファイト!! ヴァンガード（2011年 - 2012年）
- スイートプリキュア♪（2011年 - 2012年）
- デジモンクロスウォーズ 悪のデスジェネラルと七つの王国（2011年）
- デジモンクロスウォーズ 時を駆ける少年ハンターたち（2011年 - 2012年）
- 聖闘士星矢Ω（2012年 - 2013年）
- カードファイト!! ヴァンガード アジアサーキット編（2012年 - 2013年）
- トリコ（2012年 - ）
- カードファイト!! ヴァンガード リンクジョーカー編（2013年 - 2014年）
- 超速変形ジャイロゼッター（2013年）
- ドキドキ!プリキュア（2013年 - 2014年）
- デュエル・マスターズ ビクトリーV3（2013年 - 2014年）
- カードファイト!! ヴァンガード レギオンメイト編（2014年）
- バディコンプレックス（2014年）
- ハピネスチャージプリキュア!（2014年）
- アイカツ!（2014年）
- フューチャーカード バディファイト（2014年）
- ディスク・ウォーズ:アベンジャーズ（2014年 - 2015年）
- 健全ロボ ダイミダラー（2014年）
- カードファイト!! ヴァンガードG（2014年 - 2015年）
- カードファイト!! ヴァンガードG ギアースクライシス編（2015年 - 2016年）
- 美少女戦士セーラームーンCrystal デス・バスターズ編（2016年）
- カードファイト!! ヴァンガードG ストライドゲート編（2016年）
- アイカツスターズ!（2016年 - 2018年）
- ドリフェス!（2016年）
- キラキラ☆プリキュアアラモード（2017年 - 2018年）
- 新幹線変形ロボ シンカリオン（2018年 - 2019年）
- HUGっと!プリキュア（2018年 - 2019年）
- アイカツフレンズ!（2018年 - 2019年）
- スター☆トゥインクルプリキュア（2019年 - 2020年）
- アイカツフレンズ! かがやきのジュエル（2019年）
- フルーツバスケット 1st season（2019年）
- なむあみだ仏っ!-蓮台 UTENA-（2019年）
- アイカツオンパレード!（2019年）
- もっと!まじめにふまじめ かいけつゾロリ（2020年）
- 本好きの下剋上 司書になるためには手段を選んでいられません（2020年）
- 最響カミズモード!（2020年）
- アイカツプラネット!（2021年）
- もっと!まじめにふまじめ かいけつゾロリ 第2シリーズ（2021年）
- セスタス -The Roman Fighter-（2021年）
- 魔入りました!入間くん 第2シリーズ（2021年）
- BIRDIE WING -Golf Girls' Story-（2022年）
- ひろがるスカイ!プリキュア（2023年）

### 劇場アニメ
- はだしのゲン（1983年）
- オーディーン 光子帆船スターライト（1985年）
- トランスフォーマー ザ・ムービー（1986年）
- はだしのゲン2（1986年）
- ダーティペア（1987年）
- AKIRA（1988年）
- 機動戦士ガンダム 逆襲のシャア（1988年）
- SD戦国伝 暴終空城の章（1989年）
- 機動戦士ガンダムF91（1991年）
- クレヨンしんちゃん 嵐を呼ぶ モーレツ!オトナ帝国の逆襲（2001年）
- 激闘!クラッシュギアTURBO カイザバーンの挑戦!（2002年）
- クレヨンしんちゃん 嵐を呼ぶ!夕陽のカスカベボーイズ（2004年）
- 映画 スイートプリキュア♪ とりもどせ! 心がつなぐ奇跡のメロディ♪（2011年）
- 映画 Go!プリンセスプリキュア Go!Go!!豪華3本立て!!! パンプキン王国のたからもの（2015年）
- 映画 プリキュアスーパースターズ!（2018年）
- フラ・フラダンス（2021年）
- 映画 プリキュアオールスターズF（2023年）

### OVA
- 装甲騎兵ボトムズ ザ・ラストレッドショルダー（1985年）
- 装甲騎兵ボトムズ ビッグバトル（1986年）
- 蒼き流星SPTレイズナー ACT-III 刻印2000（1986年）
- 重戦機エルガイムIII フルメタル・ソルジャー（1987年）
- New Story of Aura Battler DUNBINE（1988年）
- 装甲騎兵ボトムズ レッドショルダードキュメント 野望のルーツ（1988年）
- 機甲猟兵メロウリンク（1988年 - 1989年）
- 機動戦士ガンダム0083 STARDUST MEMORY（1991年 - 1992年）
- 絶対無敵ライジンオー（1992年 - 1993年）
- 覇王大系リューナイト アデュー・レジェンド（1994年 - 1995年）
- 機動戦士ガンダム 第08MS小隊（1996年 - 1999年）
- 思春期美少女合体ロボ ジーマイン（1999年）
- ある日 犬の国から手紙が来て（2015年）

### Webアニメ
- 美少女戦士セーラームーンCrystal（2014年 - 2015年）
- ているず おぶ ざ れいず 劇場（2018年）
- テイルズ オブ ザ レイズ エバーラスティング デスティニー（2019年）
- 銀魂 THE SEMI-FINAL（2021年）

### ゲーム
- テイルズ オブ ザ レイズ（2017年 - ）
- プリンセスコネクト!Re:Dive（2018年 - ）

## 関連人物
- 八幡正
- 赤尾良太郎
- 石川哲也（石川てつや）
- 稲留和美
- 榎本勝紀
- 小野和寛
- 斎藤佑（斉藤佑）
- 佐久間信一
- 佐光幸恵
- 佐藤利幸

- 志賀祐香
- 外崎春雄
- 高橋晃
- 津幡佳明
- 中澤あこ
- 西尾公伯
- 西村誠芳
- 橋本英樹
- 前田清明
- 山口晋

- 和田喜彰
- 藁谷均
- 伊東伸高